# Північнотихоокеанська течія

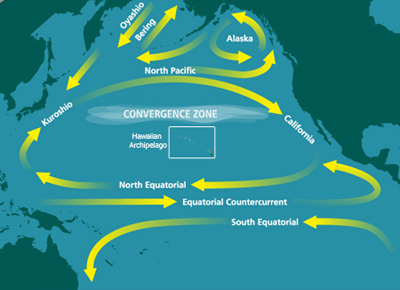
Північна тихоокеанська течія

Північнотихоокеанська течія (ПТТ) — повільна тепла морська течія, що прямує на схід від острова Хонсю до берегів Північної Америки, між 35 і 42° північної широти. Західна його частина (від 140 до 160° східної довготи), розглядається як продовження течії Курошіо.
Температура води від 7-16 °С зимою до 18-23 °С влітку. Швидкість течії зменшується із заходу на схід від 0,5 до 0,1 м/с.
Течія утворює південну частину Північно-Тихоокеанського субполярного виру і північну частину субтропічного Північно-Тихоокенського виру. ПТТ утворюється в результаті зіткнення Курошіо течії, що прямує на північ від узбережжя Японії, і течії Ояшіо, що є холодною субарктичною течією, яка прямує на південь і циркулює проти годинникової стрілки вздовж західного узбережжя Північного Тихого океану. На сході Північного Тихого океану біля південної Британської Колумбії вона має на розгалуження на дві течії: Аляскинську, що прямує на північ, і Каліфорнійську, що прямує на південь.
Північно-Тихоокеанська течія утворює широку перехідну область між субтропічними і субарктичними водами Тихого океану.

## Витрати та температура
ПТТ, транспортує тепліші води від субтропіків до субполярних широт. Середня температура води ПТТ може коливатися взимку 7,2-16,1 °C, а влітку 17,8-23,3 °C.
У міру просування течії із заходу на схід широтний розмах NPC збільшується настільки, що він охоплює приблизно 20 градусів широти на схід від лінії зміни дат. Це пов'язано зі зменшенням швидкості течії; швидкості, спрямовані на схід на поверхні, як правило, менше ніж 0,05 м/с у центральній частині Тихого океану.
Аляскинська течія отримує близько 60 % об'єму води ПТТ, тоді як Каліфорнійська течія отримує решту 40 %. Ці значення можуть коливатися.

## Джерело
- Quick Bulletin of Ocean Conditions around Japan
- Північна тихоокеанська течія.[недоступне посилання з липня 2019]